# Burgemeester Röellstraat
De Burgemeester Röellstraat is een straat in Amsterdam Nieuw-West. De straat loopt van het metrostation Jan van Galenstraat en ligt in het verlengde van de Jan van Galenstraat. De straat loopt vervolgens in westelijke richting tot het Lambertus Zijlplein. De familienaam Röell wordt uitgesproken als Reu-el, daarom staat het trema op de letter o. Een veelgemaakte fout is de uitspraak Ro-el door mensen die denken dat het trema op de e staat zoals in Joël.
De straat kreeg zijn naam in 1952 en werd vernoemd naar Antonie baron Röell (1864-1940), burgemeester van Amsterdam van 1910 tot 1915, daarna commissaris van de Koningin voor Noord-Holland.

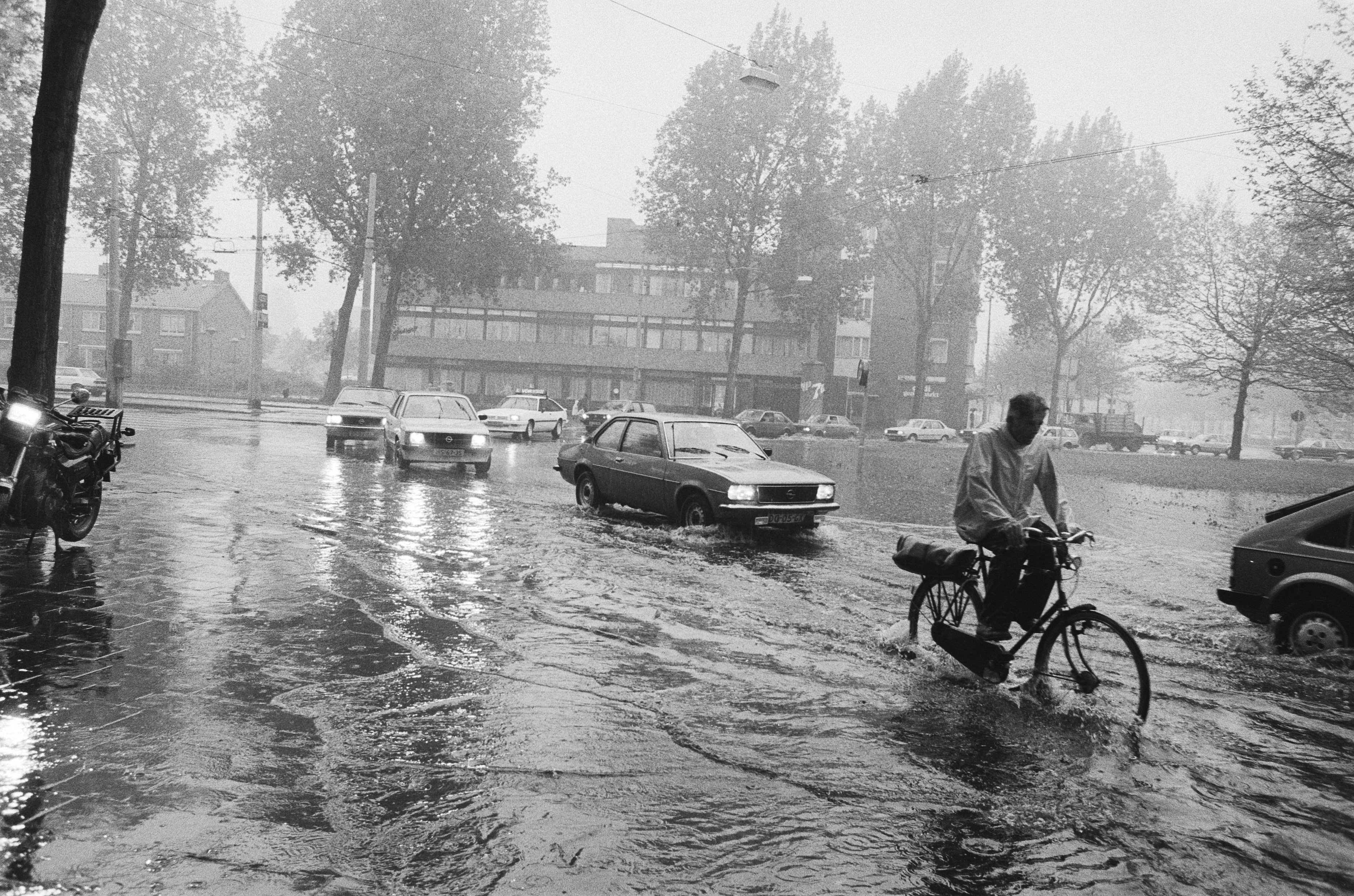
Burgemeester Röellcircuit na zware regenval in 1985

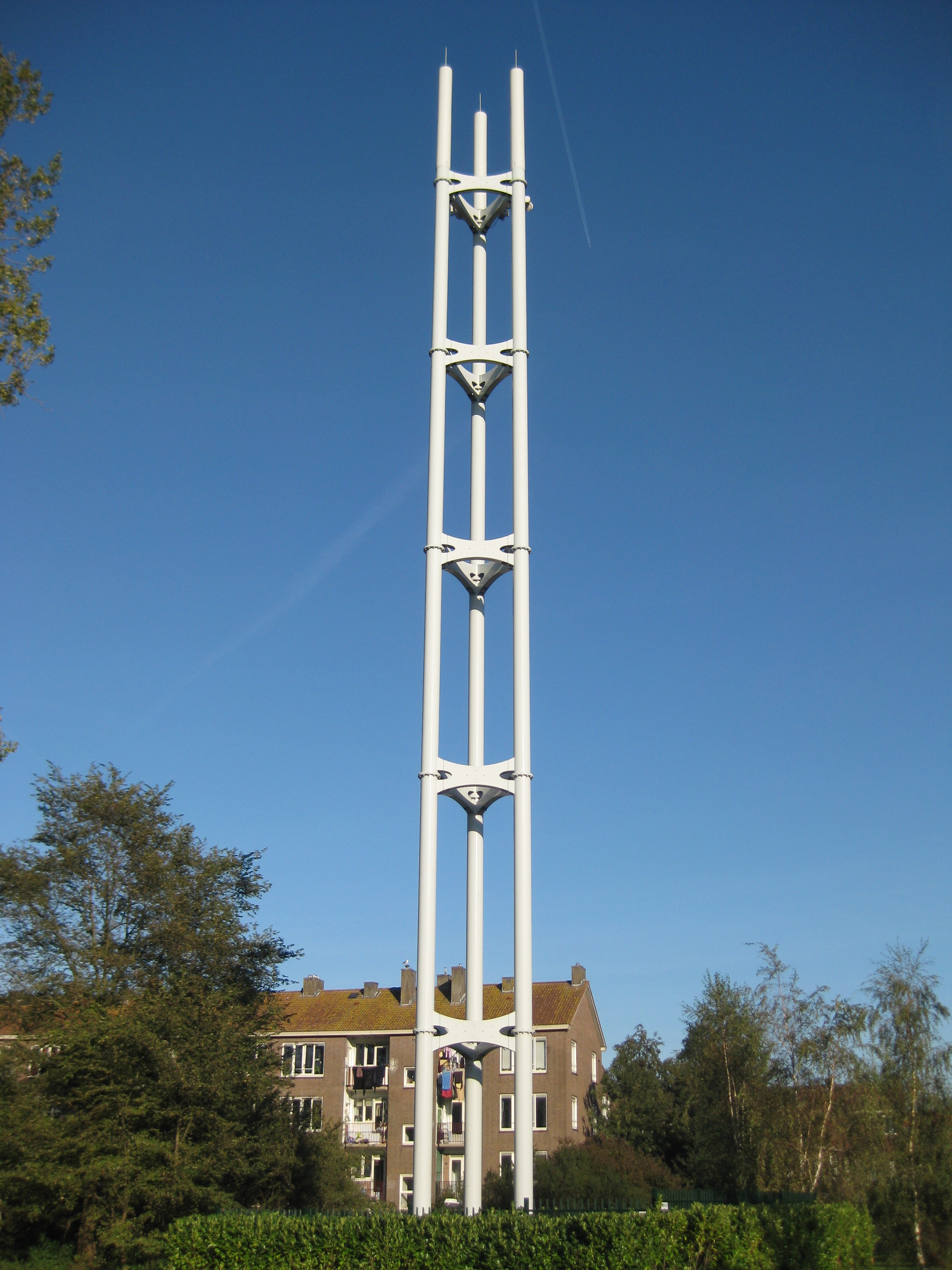
UMTS-mast aan de Burgemeester Röellstraat bij het Eendrachtspark

De straat is, net als de Cornelis Lelylaan, gedeeltelijk verhoogd aangelegd met ongelijkvloerse, maar ook gelijkvloerse, kruisingen. Over de Burgemeester Cramergracht en de Burgemeester Van de Pollstraat liggen een brug en een viaduct van Piet Kramer uit 1953; brug nr. 604 staat sinds 2011 op de gemeentelijke monumentenlijst. Bij de kruising met de Slotermeerlaan is er een rotonde, het Burgemeester Röellcircuit met voor het tramverkeer net als een Grand Union afslaande bewegingen in alle richtingen. 
Het gedeelte tussen de Slotermeerlaan en de Burgemeester Van Leeuwenlaan werd opengesteld in 1954 en de aansluiting op de Colijnstraat kwam in 1961 tot stand. Na de bouw van Brug 650 kwam er aan de zuidzijde een weg voor bestemmingsverkeer. In 1974 bij de komst van tramlijn 13 werd de hooggelegen weg opengesteld tot het Lambertus Zijlplein maar was alleen bestemd voor bestemmingsverkeer. In 1984 kwam dit gedeelte voor het doorgaande verkeer in gebruik bij de aansluiting op de Abraham Kuyperlaan. Nauwelijks 12 jaar later werd het voor het doorgaande verkeer alweer buiten gebruik gesteld en het verhoogd liggende deel tussen de Van Leeuwenlaan en het Lambertus Zijlplein is in 2000 afgegraven waarbij de viaducten zijn gesloopt. Sinds 2001 ligt hier een gelijkvloerse trambaan. In 1991 vestigde de Hersteld Apostolische Zendingkerk zich in het bankgebouw(tje) Burgemeester Röellstraat 199. 
Tussen de Slotermeerlaan en het Lambertus Zijlplein rijdt tramlijn 13 sinds 1974. Tussen de Jan van Galenstraat en de Slotermeerlaan rijdt lijn 13 sinds 1989 door de straat.
In 2019 werd door de kunstenaar Bastardilla een muurschildering getiteld Memories geplaatst op de flat op de kruising met de Dr. H. Colijnstraat. In 2024 volgde de muurschildering Drie zeilschepen van Matthieu Pommier op een blinde gevel aan de Burgemeester Van Leeuwenlaan.
Eind 2022 werd begonnen met de herinrichting van de straat waarbij de rijbanen worden versmald, de trambaan wordt rechtgetrokken met meer ruimte voor fietsers en voetgangers, groen en extra woningen. Er is een 30 kilometer zone gerealiseerd.